# سیباته
سیباته (به اسپانیایی: Sibaté) یک سکونتگاه مسکونی در کلمبیا است که در بخش کوندینامارکا واقع شده‌است.

## خصوصیات
سیباته ۳۱٫۶۷۵	 نفر جمعیت دارد.